# In Your House 5
In Your House 5, origineel bekend als In Your House 5: Seasons Beatings, was een professioneel worstel-pay-per-view (PPV) evenement dat georganiseerd werd door de World Wrestling Federation (WWF, nu WWE). Het was de 5e editie van In Your House en vond plaats op 17 december 1995 in het Hersheypark Arena in Hershey, Pennsylvania.

## Matches
| Nr. | Match | Winnaar(s)                                   | Opmerkingen                                                         | Bron  |
| --- | --- | -------------------------------------------- | ------------------------------------------------------------------- | ----- |
| 1D  | Savio Vega vs. Bob Backlund | Savio Vega                                   | Eén-op-één Dark match.                                              | [ 2 ] |
| 2   | Marty Jannetty & Razor Ramon vs. The 1-2-3 Kid & Sycho Sid (met Ted DiBiase)                                                                    | Marty Jannetty & Razor Ramon                 | Tag Team match.                                                     | [ 2 ] |
| 3   | Ahmed Johnson vs. Buddy Landel (met Dean Douglas)                                                                                               | Ahmed Johnson                                | Eén-op-één match.                                                   | [ 2 ] |
| 4   | Hunter Hearst Helmsley vs. Henry O. Godwinn | HHH                                          | Arkansas Hog Pen match met Hillbilly Jim als Special Guest Referee. | [ 2 ] |
| 5   | Owen Hart (met Jim Cornette) vs. Diesel | Owen Hart                                    | Eén-op-één match.                                                   | [ 2 ] |
| 6   | The Undertaker (met Paul Bearer) vs. King Mabel (met Sir Mo)                                                                                    | The Undertaker                               | Casket match.                                                       | [ 2 ] |
| 7   | Bret Hart (c) vs. The British Bulldog (met Jim Cornette en Diana Smith)                                                                         | Bret Hart                                    | Eén-op-één match voor het WWF World Heavyweight Championship.       | [ 2 ] |
| 8D  | Goldust vs. Duke Droese | Goldust                                      | Eén-op-één Dark match.                                              | [ 2 ] |
| 9D  | Barry Horowitz, Hakushi en The Smoking Gunns (Bart Gunn & Billy Gunn) vs. The Bodydonnas (Skip & Zip) (met Sunny), Isaac Yankem, DDS & Yokozuna | Barry Horowitz, Hakushi en The Smoking Gunns | 8-Man Tag Team Dark match.                                          | [ 2 ] |